# Canato de Xaqui
Canato de Xaqui ou Canato de Xequi (em azeri: Şəki xanlığı) foi um canato Caucasiano fundado no Império Afexárida, no território do moderno Azerbaijão, que existiu entre 1743 e 1819 com a sua capital na cidade de Xaqui.

## História
O canato foi fundado em 1743 como o resultado de uma revolta liderada por Haji Chalabi Cã contra o Império Safávida. Foi considerado um dos estados feudais mais fortes do Cáucaso. A capital do Canato de Xaqui, a cidade mais populosa do estado, foi destruída pelas enchentes em 1772, consequentemente sendo levada a suburbanização e repovoamento do lado do país. Os Cãs de Xaqui começaram a receber assistência militar da Rússia a partir do final do século XVII devido as crescentes tensões com os cajares. Já que Aga Maomé Cã re-estabeleceu a soberania persa de todas as antigas dependências Safávidas e Afexáridas no Cáucaso na época da reconquista de Geórgia, então o território do canato foi adicionado da mesma forma. Em 1805, Mustafá Salim Cã assinou um tratado com Alexandre I fazendo do Canato de Xaqui um estado vassalo que só foi confirmado no Tratado de Gulistão em 1813. Em 1819, o Canato de Xaqui foi oficialmente abolido e transformado em uma província russa subordinada à administração militar russa. Em 1840, ele foi renomeado como Xaqui Uiezede da Oblast Caucasiana. Em 1846, a província foi incorporada na província de Shemakha, em 1859 no Baku e em 1868 na província de Elisabethpol. Depois do estabelecimento da República Democrática do Azerbaijão em Maio de 1918, Xaqui foi parte da província de Ganja e com o estabelecimento da República Socialista Soviética do Azerbaijão, Xaqui foi incorporado a ela em 5 de Maio de 1920.